# 先崎一
先崎 一（まっさき はじめ、1944年（昭和19年）5月4日 - ）は、日本の元陸上自衛官。第29代陸上幕僚長を経て統合幕僚会議議長に就任、2006年（平成18年）3月に発足した統合幕僚監部では初代統合幕僚長に就任した。退官後は日本地雷処理を支援する会の会長としてカンボジアなどでの地雷処理に取り組む。鹿児島県出水郡高尾野町（現在の出水市）出身。

## 略歴
- 1963年（昭和38年）3月：鹿児島県立出水高等学校卒業
- 1968年（昭和43年）3月：防衛大学校卒業（第12期）、陸上自衛隊に入隊
- 1979年（昭和54年）：第25普通科連隊第2中隊長（3等陸佐）
- 1983年（昭和58年）1月：2等陸佐に昇任
- 1987年（昭和62年）7月1日：1等陸佐に昇任
- 1988年（昭和63年）8月1日：陸上幕僚監部教育訓練部教育訓練課訓練演習班長
- 1991年（平成03年）4月1日：第39普通科連隊長弘前駐屯地司令
- 1992年（平成04年）6月16日：陸上幕僚監部防衛部防衛課長
- 1993年（平成05年）7月1日：陸将補に昇任
- 1994年（平成06年）7月1日：北部方面総監部幕僚副長
- 1996年（平成08年）7月1日：陸上幕僚監部人事部長
- 1998年（平成10年）7月1日：陸将に昇任、第24代 第3師団長に就任
- 1999年（平成11年）12月10日：第38代 陸上幕僚副長に就任
- 2001年（平成13年）1月11日：第27代 北部方面総監に就任
- 2002年（平成14年）12月2日：第29代 陸上幕僚長に就任
- 2004年（平成16年）8月30日：第26代 統合幕僚会議議長に就任
- 2006年（平成18年）
  - 3月27日：初代統合幕僚長に就任
  - 5月：定年延長（3か月）
  - 8月3日：退官[2]
  - 9月：防衛庁（現防衛省）顧問を委嘱
  - 11月：国家安全保障に関する官邸機能強化会議メンバーに就任
- 2012年（平成24年）3月：防衛省顧問 解嘱[3]
- 2016年（平成28年）4月29日：瑞宝大綬章受章[4][5]

## 栄典
- 瑞宝大綬章 - 2016年（平成28年）4月29日